# 陈翥
陈翥（1009年—1061年？），字子翔，铜陵人，北宋林学家。
早年好研究《齐民要术》，喜好种植桐和竹，又自称为桐竹君。他在山地上种上泡桐，悉心治理，並撰有《桐谱》，是世界上第一部關於桐树栽培的专著。